# Кадапа
Ка́дапа (тел. కడప) — місто в індійському штаті Андхра-Прадеш. Є адміністративним центром округу ЄСР.